# دماج (عمران)
دماج هي إحدى قرى الجمهورية اليمنية. تتبع جغرافيا لمحافظة عمران وإداريًا لمديرية بني صريم. يبلغ تعداد سكانها 1350 نسمة حسب الإحصاء الذي أجري عام 2004.